# 7844 Horikawa
7844 Horikawa eller 1995 YL1 är en asteroid i huvudbältet som upptäcktes den 21 december 1995 av den japanska astronomen Takao Kobayashi vid Ōizumi-observatoriet. Den är uppkallad efter Kuniaki Horikawa.
Asteroiden har en diameter på ungefär 3 kilometer och den tillhör asteroidgruppen Astraea.